# Andor Serra
Andor Serra Merckens (Barcelona, 29 de octubre de 1963) es un deportista español que compitió en vela en la clase Flying Dutchman.
Ganó una medalla de oro en el Campeonato Mundial de Flying Dutchman de 1987 y una medalla de bronce en el Campeonato Europeo de Flying Dutchman de 1987.
Fue director deportivo de las regatas de vela en los Juegos Olímpicos de Barcelona 1992. Dirigió la Fundación Navegació Oceànica Barcelona, organizadora de la Barcelona World Race.

## Palmarés internacional
| \| Campeonato Mundial \| Campeonato Mundial \| Campeonato Mundial \| Campeonato Mundial \| \| Año \| Lugar \| Medalla \| Clase \| \| ------------------ \| ------------------ \| ------------------ \| ------------------ \| \| 1987 \| Kiel ( RFA) \| Medalla de oro \| Flying Dutchman \| \| Campeonato Europeo \| \| \| \| \| Año \| Lugar \| Medalla \| Clase \| \| 1987 \| Horten ( Noruega) \| Medalla de bronce \| Flying Dutchman \| |                   |                   |                 |
| Campeonato Mundial |                   |                   |                 |
| Año | Lugar             | Medalla           | Clase           |
| 1987 | Kiel ( RFA)       | Medalla de oro    | Flying Dutchman |
| Campeonato Europeo |                   |                   |                 |
| Año | Lugar             | Medalla           | Clase           |
| 1987 | Horten ( Noruega) | Medalla de bronce | Flying Dutchman |